# Family Ties
Family Ties is een Amerikaanse comedyserie, die van 1982 tot 1989 werd gemaakt. De serie werd in Nederland uitgezonden door Veronica, en herhaald door SBS6.
Family Ties was de doorbraak voor Michael J. Fox, die de conservatieve en studentikoze zoon speelde van een hippie-echtpaar. De combinatie van Alex (Fox), Mallory (Justine Bateman) als niet zo slimme zus en Jennifer (Tina Yothers) als het bijdehante jongste zusje leverde hilarische situaties op.
Steven en Elyse Keaton zijn twee links-georiënteerde hippies die in de jaren 60 zijn getrouwd. Inmiddels hebben ze een gezin met drie kinderen in de tienerleeftijd: Alex, Mallory en Jennifer. De Keatons hadden zich altijd voorgenomen hun idealen en standpunten over te dragen op hun kinderen, maar dat valt met name bij zoon Alex tegen: Alex is het prototype van een yup in wording. Alex is een verstokte fan van president Richard Nixon, heeft op Ronald Reagan gestemd, is lid van de Young Republicans Club en heeft een poster van William F. Buckley boven zijn bed. Hij gaat altijd gekleed in overhemd met stropdas en colbertjasje.
Jongere zus Mallory is een tegenpool van de intelligente Alex. Ze is voornamelijk geïnteresseerd in leuke jongens, kleding en winkelen, en heeft verder geen enkele ambitie in het leven.
Jongste zusje Jennifer is degene die graag een 'normale' tiener wil zijn, en slaagt daar betrekkelijk goed in.
In de loop van de serie komt er nog een zoon bij: Andrew. Alex studeert af en krijgt een vriendin Ellen Reed (gespeeld door Fox' latere echtgenote Tracy Pollan).

## Hoofdrolspelers
- Meredith Baxter - moeder Elyse Keaton
- Michael Gross - vader Steven Keaton
- Michael J. Fox - zoon Alex P. Keaton
- Justine Bateman - dochter Mallory Keaton
- Tina Yothers - dochter Jennifer Keaton
- Brian Bonsall - zoon Andrew (Andy) Keaton (v.a. 1986)
- Tracy Pollan - Ellen Reed, de eerste vriendin van Alex
- Courteney Cox - Lauren Miller, de latere vriendin van Alex
- Marc Price - Erwin 'Skippy' Handleman, Alex' beste vriend
- Scott Valentine - Nick Moore, Mallory's vriend

## Trivia
- In eerste instantie was Matthew Broderick gecast voor de rol van Alex P. Keaton, maar Broderick weigerde omdat zijn vader terminaal ziek was.